# المسرح اللبناني

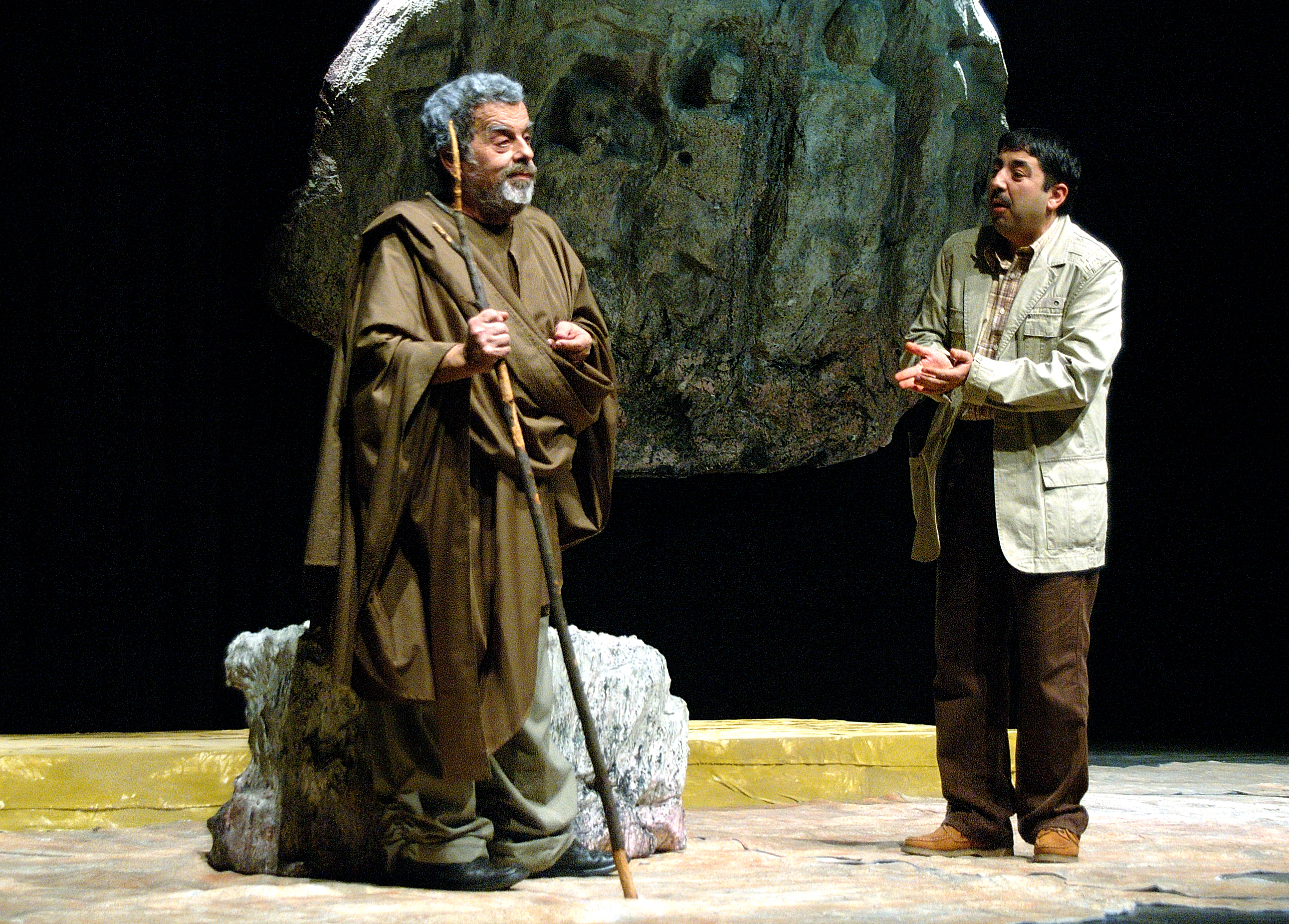
مسرحية جلال خوري الطريق إلى قانا في عام 2006

كانت نشأة المسرح العربي جغرافياً في مدينة بيروت، مع عرض مسرحية «البخيل» التي ترجمها واقتبسها وأخرجها مارون النقاش، وقدمها في فسحة بيته عام 1847. ومن بعده برز في لبنان عدد من المسرحيين الرواد الذين شغفوا بفن المسرح هوايةً ووعوا دوره الاجتماعي الفكري، إلا أنهم لم يحترفوا العمل المسرحي لاستحالة ذلك اقتصادياً آنذاك، ومن هؤلاء نقولا وسليم النقاش، وأديب إسحاق، و يوسف خياط، وجورج دخول، وسليمان القرداحي.إلا أن الظروف الصعبة التي أحاطت بالعمل المسرحي في بلاد الشام حينذاك تحت الهيمنة العثمانية دفعت معظم المسرحيين للهجرة إلى مصر لتوافر ظروف مختلفة اجتماعياً وسياسياً وثقافياً هناك في عهد الخديوي إسماعيل، فأسسوا مع زملائهم المصريين في الإسكندرية والقاهرة بداية الحركة المسرحية العربية التي تفتحت بواكيرها المنتجة مع مطلع القرن العشرين.

## عقد 1900
في النصف الأول من القرن العشرين في لبنان كان المشهد المسرحي موزعاً بين فرق يجتمع شملها لتقديم مسرحية في مناسبة ما، مثل «جمعية إحياء التمثيل العربي»، و«فرقة التمثيل العربي»، و«جمعية إحياء التمثيل الوطني»، و«ولاتحاد المسرحي اللبناني،» و«جمعية ترقي التمثيل الأدبي،» وبين النشاط المسرحي المدرسي كما في مدرسة الحكمة، والجامعتين اليسوعية والأمريكية، وبين عروض الفرق الزائرة من مصر. وما يلفت النظر هو ازدياد عدد دور العرض المسرحية في بيروت بدءاً من مطلع القرن العشرين، مثل دار التمثيل ومسرح زهرة سوريا ومسرح الباريزيانا ومسرح الشيدوفر(بالإنجليزية: Chef- d’Oeuvre)‏ و مسرح الكورسال ومسرح الكريستال وم سرح التريانون ومسرح المنظر الجميل والتياترو الكبير ومسرح فاروق إضافة إلى مسرح البورصة في زحلة.
وقد اعتمد المسرح آنذاك على النص الأدبي المؤَلَّف بالفصحى من قبل كتاب وشعراء مثل ناصيف وإبراهيم اليازجي وبطرس البستاني. ومعظم هذه النصوص كانت تستقي مادتها من التاريخ العربي. وقد أسهم عدد كبير من آباء الكنيسة في التأليف المسرحي التاريخي، كون المسرح وسيلة تعليم وتربية ويقظة.
واللافت هنا أيضاً هو مشاركة النساء في حركة التأليف هذه مثل حبيبة شعبان يكن وحنة خوري شاهين وشفيقة إسكندر رزق وألكسندرة الخوري.
وكما في مصر ظهرت في لبنان المسرحية الشعرية لدى سعيد عقل وبشر فارس ويوسف الخال وفوزي المعلوف وإلياس أبو شبكة ويوسف غصوب ورئيف خوري.
ما ساد في مصر نقلاً عن أوروبا على صعيد تبني شكل العلبة الإيطالية مكاناً للعرض المسرحي، وعلى مستوى التمثيل والإخراج والديكور هو الذي ساد أيضاً في لبنان.
وفي عام 1942 أسس عبد الله الحسيني في طرابلس «معهد الزهراء» لتعليم التمثيل، فكان ثاني معهد في الوطن العربي بعد معهد القاهرة عام 1930.
والجدير بالذكر هو مشاركة المرأة اللبنانية في التمثيل منذ عام 1875 مع حفاظها غالباً على سمعتها الاجتماعية. وما يلفت النظر أيضاً هو أن غالبية أعضاء لجنة المسرح العربي المتفرعة من لجنة مهرجانات بعلبك الدولية كانت من سيدات المجتمع اللبناني اللواتي لولا جهودهن العظيمة وتضحياتهن لما وقف المسرح اللبناني الحديث على قدميه. وقد أدى تعاون هذه اللجنة مع الممثل المخرج منير أبو دبس إلى تأسيس «معهد التمثيل الحديث» وفرقة المسرح الحديث التي انبثقت عنه، وبذلك تشكلت النواة العلمية الفنية لانطلاقة المسرح الحديث. ولم يكن هذا ممكناً لولا أن سبق ذلك منذ ما بعد الاستقلال تجديدات ملحوظة في حركة الفن التشكيلي والموسيقى والفنون المشهدية الشعبية، ولاسيما المسرح الغنائي، ومع تزايد عدد الصحف الكبرى التي أفردت حيزاً مهماً للثقافة والفنون.

### عقد 1960

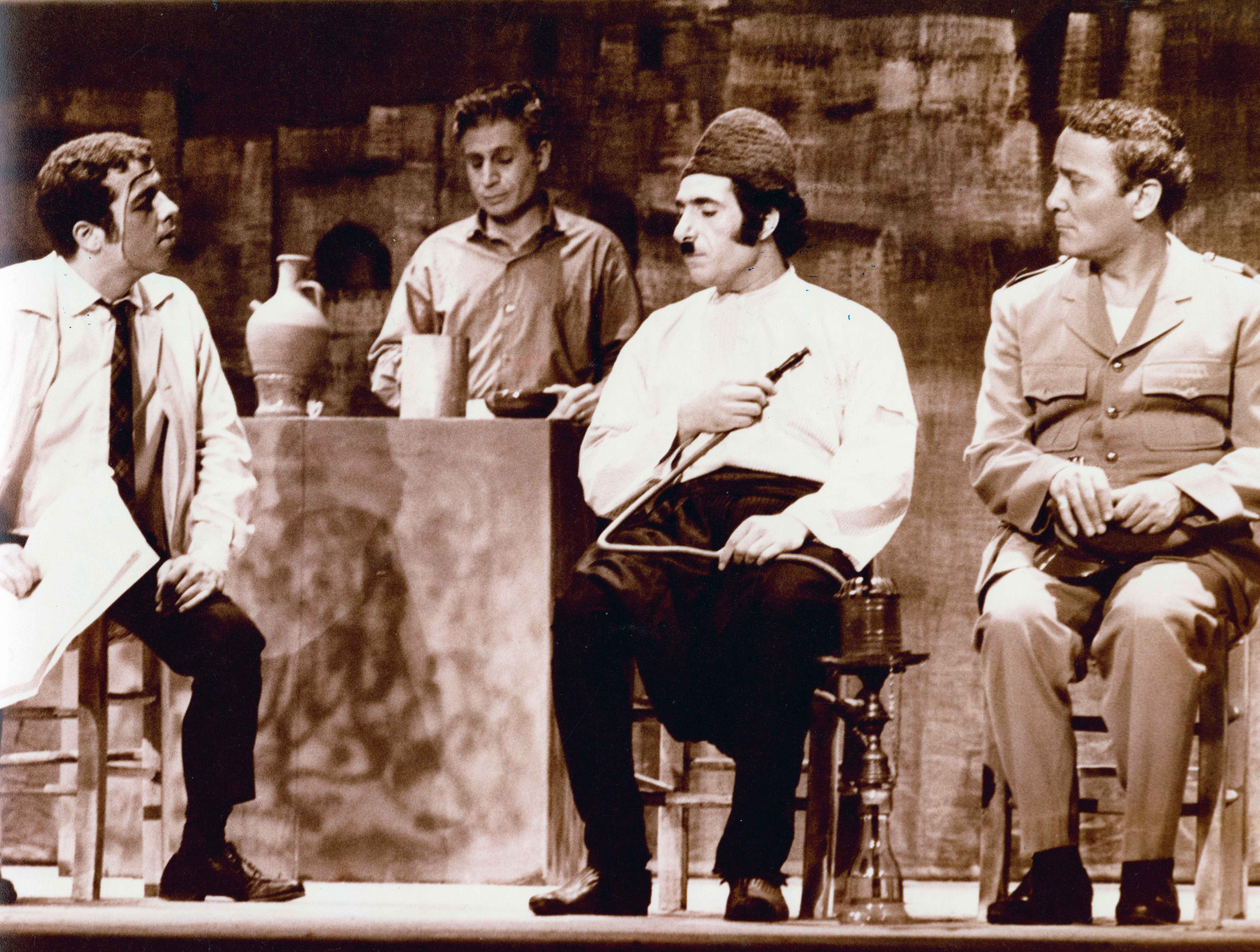
من مسرحية جحا في الخطوط الأمامية للمسرحي جلال خوري عام 1971

ونحو عام 1965، انطلقت الحركة المسرحية اللبنانية في البحث راسمة ملامح الحداثة في تطلعاتها وانشقاقاتها فأعادت النظر في معنى المسرح وأصوله وتقاناته وأهدافه. ولاشك أن جو الديمقراطية حينذاك الذي وفر حرية التعبير والاعتراض والتظاهر والاتجاه، واحترام التنوع والتعدد الطائفي والإثني قد أفاد الحياة الثقافية، مما سمح للمسرح الجديد بتطور متسارع ومتنوع، ولاسيما في غياب هيمنة الدولة على العمل الثقافي، أي على نقيض ما جرى في بلدان أخرى.
كانت مبادرات الأفراد المبدعين هي الأساس، وكان المسرح اللبناني ناشطاً بأربع لغات هي العربية والفرنسية والإنكليزية والأرمنية، مع التحول غالباً نحو مسرح اللغة العربية. يضاف إلى ذلك أن المسرحيين اللبنانيين الذين تخصصوا في أوروبا الشرقية والغربية والولايات المتحدة الأمريكية بقوا بعد تخرجهم على اتصال بما يجري في تلك المراكز الثقافية مسرحياً، لكن عملهم المسرحي في لبنان نبع من الحاجات المحلية وتحرك في إطار الشروط والخلفيات الثقافية والمحلية.
منذ عام 1969 قدمت «فرقة المسرح الحديث» بقيادة منير أبو دبس عدداً من العروض المهمة مثل «أمسية من المسرح الإغريقي»، و«مكبث»، و«الذباب»، و«هملت»، و«الملك يموت»، و«نبع الحقيقة». وقد رافق هذا النشاط تجربة «حلقة المسرح اللبناني» التي أسسها أنطوان ملتقى عام 1963 إثر خلافه الفني مع أبو دبس. وفي «الحلقة»، انطلق أنطوان وزوجته لطيفة ملتقى في عملهما الإخراجي والتمثيلي، وتعاونا مع عدد من الفنانين التشكيليين في إطار «مهرجانات راشانا المسرحية». وفي ندواتها أبدت «الحلقة» اهتماماً بموضوع التأليف والاقتباس والترجمة انطلاقاً من المفاهيم الجديدة للعمل المسرحي التجريبي. في المرحلة نفسها نشط المسرح الأرمني اللبناني مع جورج سركسيان وفاروجان حدشيان وبيرج فازليان الذي توجه من ثم إلى مسرح اللغة العربية وتعاون مع الكاتبة هدى زكا. كذلك نشط مسرح الجامعة الأمريكية بالإنكليزية ومسرح المركز الجامعي للدراسات المسرحية بالفرنسية، وقد عمل في إطاره كل من شريف خزندار وجوزيف طراب وجلال خوري وروجيه عساف وجان ماري مشاقة وغابرييل بستاني. وعلى صعيد آخر برز فنان المسرح الشعبي الكوميدي حسن علاء الدين الملقب بشوشو» الذي أسس المسرح الوطني» وتعاون مع نزار ميقاتي في الاقتباس من الفرنسية، إلى جانب مسرحيات فارس يواكيم ومن ثم روجيه عساف. وهذه التجربة هي الوحيدة التي استطاعت أن تقدم عروضها يومياً إلى الجمهور وتحافظ على استمراريتها فنياً واقتصادياً. وعلى الرغم من تعدد التجارب المسرحية وتنوعها بقيت أزمة النص المسرحي قائمة، مما جعل الترجمة والاقتباس خياراً أساسياً أسهم فيه بعض ممثلي الحداثة الشعرية مثل أدونيس وأنسي الحاج وعصام محفوظ، ولاسيما أن ما اختير كان يسمح بتعامل جديد مع النصوص على صعيد الإخراج والديكور والتأويل الفكري، مما أدى فعلياً إلى تميز العروض اللبنانية على مستوى الإضاءة والملابس والديكور.
وما يسترعي الانتباه في هذه المسيرة الصاعدة هو ظهور اللغة المحكية من دون معارضة تذكر، ولاسيما أنها قد أثبتت جدارتها على الخشبة، خاصة في الأعمال الكوميدية والغنائية. واللافت في عروض المسرح اللبناني هو أن قسماً كبيراً منها لم يعرض في المسارح التقليدية، وإنما في الهواء الطلق، ومن منظور مغاير لعلاقة التواصل بين العرض والجمهور، كعروض أبو دبس في جبيل وبعلبك وعروض أنطوان ولطيفة ملتقى في راشانا.
شكَّل عام 1965 مفصلاً مهماً في تاريخ المسرح اللبناني، ففي أثنائه افتُتحت ثلاثة مسارح جديدة، وصدر مرسوم تأسيس «معهد الفنون الجميلة» في الجامعة اللبنانية بفرع للفنون المسرحية عمل فيه القسم الأعظم من وجوه الحركة المسرحية.
وفي العام التالي تأسس «المركز اللبناني للمؤسسة الدولية للمسرح» بمبادرة من هدى زكا وجلال خوري وجيرار فاتشاريان. وما يبرز بين عامي 1960- 1968 هو تصدر مسرح اللغة العربية نشاط المسرح اللبناني نتيجة لتبنيه ودعمه من قبل مؤسسة مهرجانات بعلبك، ولانخراط النخبة الثقافية والفنية في أعماله، ولأهمية القضايا التي بدأ يعالجها سياسياً وفنياً.

## 1975 - الآن

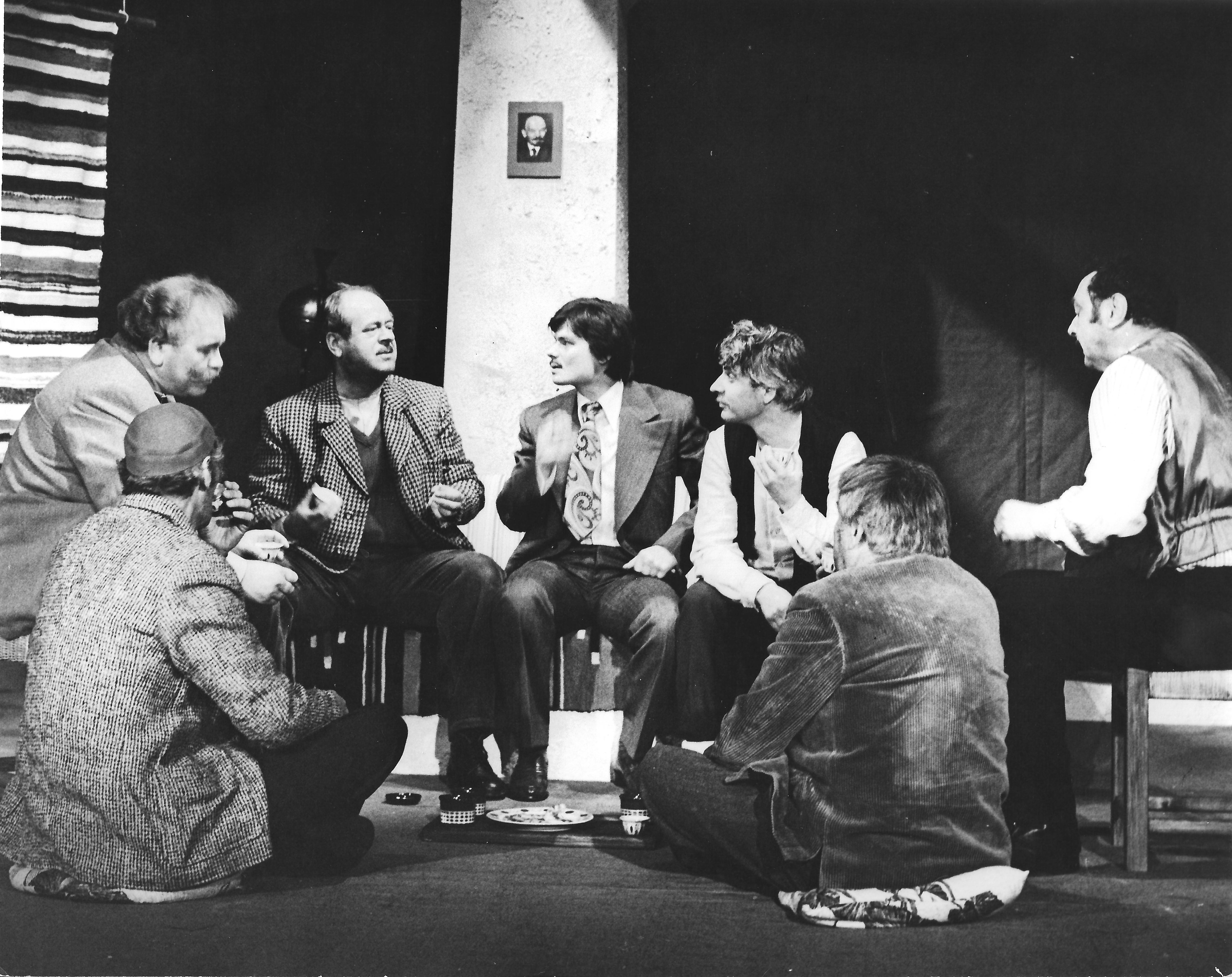
الفصل الأول من مسرحية الرفيق سجعان للمسرحي جلال خوري عام 1974

وعلى الرغم مما سببته الحرب الأهلية اللبنانية من دمار بشري وعمراني وثقافي واقتصادي وسياسي؛ فإن المسرح اللبناني لم يتوقف عن عطائه الذي تشظى كانعكاسات سياسية ونفسية وثقافية لظروف الحرب. فهاجر أو صمت بعض الأعلام، واستمر آخرون، وظهرت أسماء جديدة. استمر يعقوب الشدراوي وريمون جبارة وجلال خوري ونضال الأشقر، وخاض روجيه عساف تجربة «مسرح الحكواتي» اللافتة بعملها الجماعي ومفهومها عن النص الجديد وطبيعة العلاقة مع الجمهور.
انقسمت بيروت إلى مساحتين جغرافيتين وانقسم معها المسرح، وتكاثرت الأسئلة من كل نوع بحثاً عن أجوبة وعن الخلاص. ومن خضم ذلك انبثقت تجربة زياد الرحباني اللافتة، وإلى جانبه ظهرت أسماء رئيف كرم وجوزيف بو نصار وكميل سلامة ومشهور مصطفى، ثم رفيق علي أحمد وشكيب خوري. وبدأت حركة الخروج من الشرنقة والعزلة إلى أفق الوطن العربي عبر المشاركات في المهرجانات الدورية في دمشق وقرطاج.
وبعد الحرب الأهلية أسست نضال الأشقر مشروعاً ثقافياً فنياً جديداً هو «مسرح المدينة» الذي شكّل إلى جانب «مسرح بيروت» بإدارة الروائي إلياس خوري وإشراف روجيه عساف بؤرة التجدد المسرحي في مرحلة ما بعد الحرب، وعلى صعيد العمل المسرحي الجامعي برز اسم سهام ناصر على صعيد البحث والتجريب. ومع جهود وتجارب هؤلاء وغيرهم استعاد المسرح اللبناني بعض ألقه بإصراره على البحث في الشكل والمضمون واللغة والفضاء المسرحي، وفي تركيزه على دور الممثل. ومع مطلع الألفية الثالثة أقامت الجامعة اللبنانية الأمريكية مهرجانها المسرحي الدولي، تبعته مجموعة عروض لافتة في إطار احتفالات بيروت عاصمةً للثقافة العربية. ولكن بعد هذا النشاط مباشرة توقف عن العمل كل من «مسرح المدينة» و«مسرح بيروت» لأسباب مالية بحتة، كما تراجع نشاط المسرح الجامعي والفرق الخاصة، سوى منصور الرحباني الذي مازال يقدم كل بضع سنوات عملاً مسرحياً استعراضياً غنائياً، بالمفهوم المعاصر للإنتاج مسرحياً وتلفزيونياً من حيث التسويق، كي يموِّل كلفة إنتاج العرض، ويضمن الاستمرار.